# Marbre de Naxos

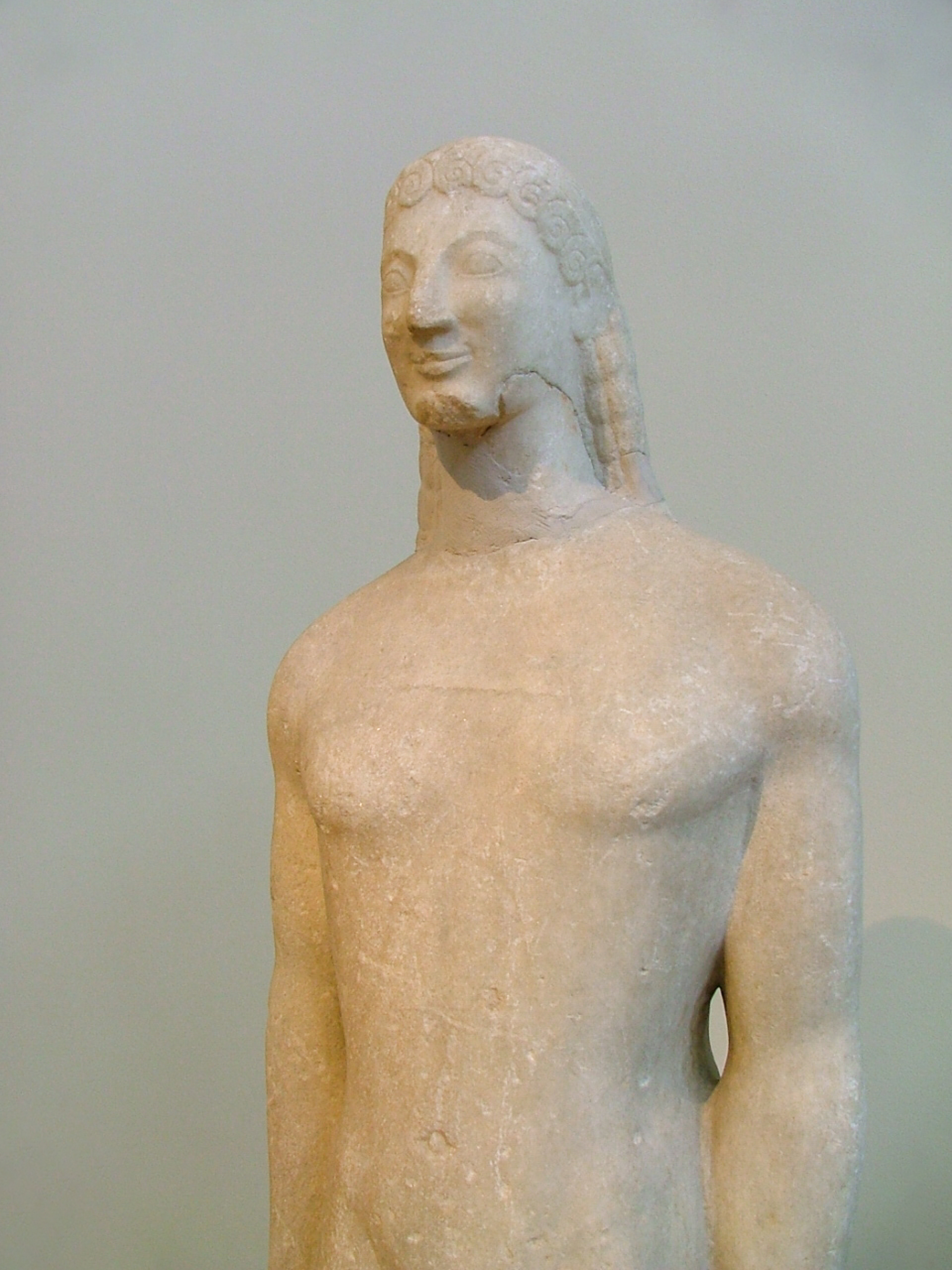
Statue d'un Kouros en marbre naxien trouvée à Théra antique et exposée au Musée archéologique national d'Athènes.

Le marbre de Naxos est un marbre blanc à gros cristaux extrait de l'île de Naxos (Cyclades, Grèce). 
C'était l'un des types de marbre les plus importants de la Grèce antique et il continue d'être extrait à l'époque moderne.

## Création, minéralogie, propriétés

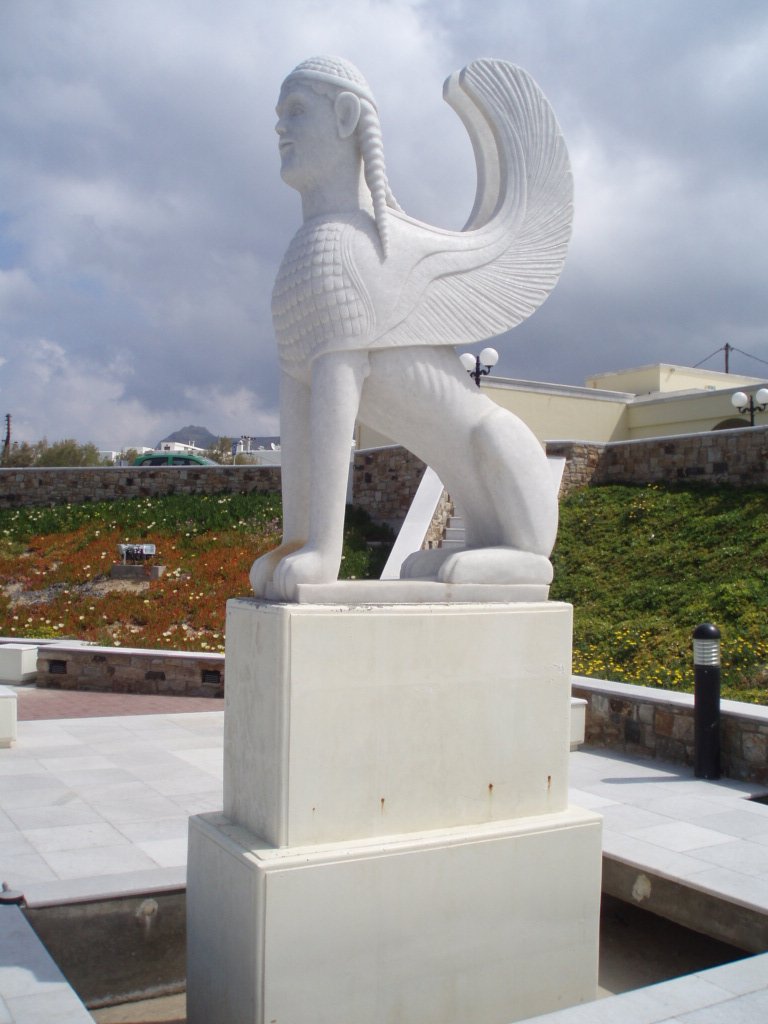
Statue moderne du Sphinx des Naxiens devant les bâtiments du conseil municipal de la ville de Naxos.

La création du marbre est due à des processus métamorphiques de haut niveau dans une zone de contact avec des renflements en forme de dôme de migmatite. Les deux types de pierre alternent en couches et le marbre a une épaisseur allant jusqu'à 30 mètres dans les anciennes fissures. Les couches s'étendent vers le nord-est.
Le marbre de Naxos est composé à plus de 98 % de calcite. D'autres minéraux constitutifs sont la dolomite, le silicate et des traces de graphite et de pyrite. Les cristaux de calcite sont répartis de manière aléatoire et généralement transparents. Cette transparence donne à la pierre une apparence de profondeur et est à l'origine du chatoiement bleu-gris du marbre, plus ou moins perceptible selon l'angle de la source lumineuse. Les cristaux mesurent jusqu'à 15 millimètres de diamètre et il s'agit donc de l'un des plus gros marbres à grains de la Terre. Selon l'évaluation de Raymond Perrier, il présente une résistance au gel et aux autres intempéries.
D'autres parties du gisement ont une couleur grise et sont clairement rayées, ce qui indique un niveau plus élevé d'impuretés. Cette variante comprend le kouros inachevé dans une carrière près d'Apóllonas à l'extrémité nord de l'île.
Dans de nombreuses parties du gisement, on trouve des grains minéraux gris, noirs et colorés dans les cristaux de calcite de la pierre à une échelle microscopique, ce qui donne aux cristaux un aspect trouble. Des impuretés organiques mineures sont à l'origine de l'odeur légèrement bitumineuse émise lors du travail du marbre ; celle-ci disparaît après le travail.

## Carrières

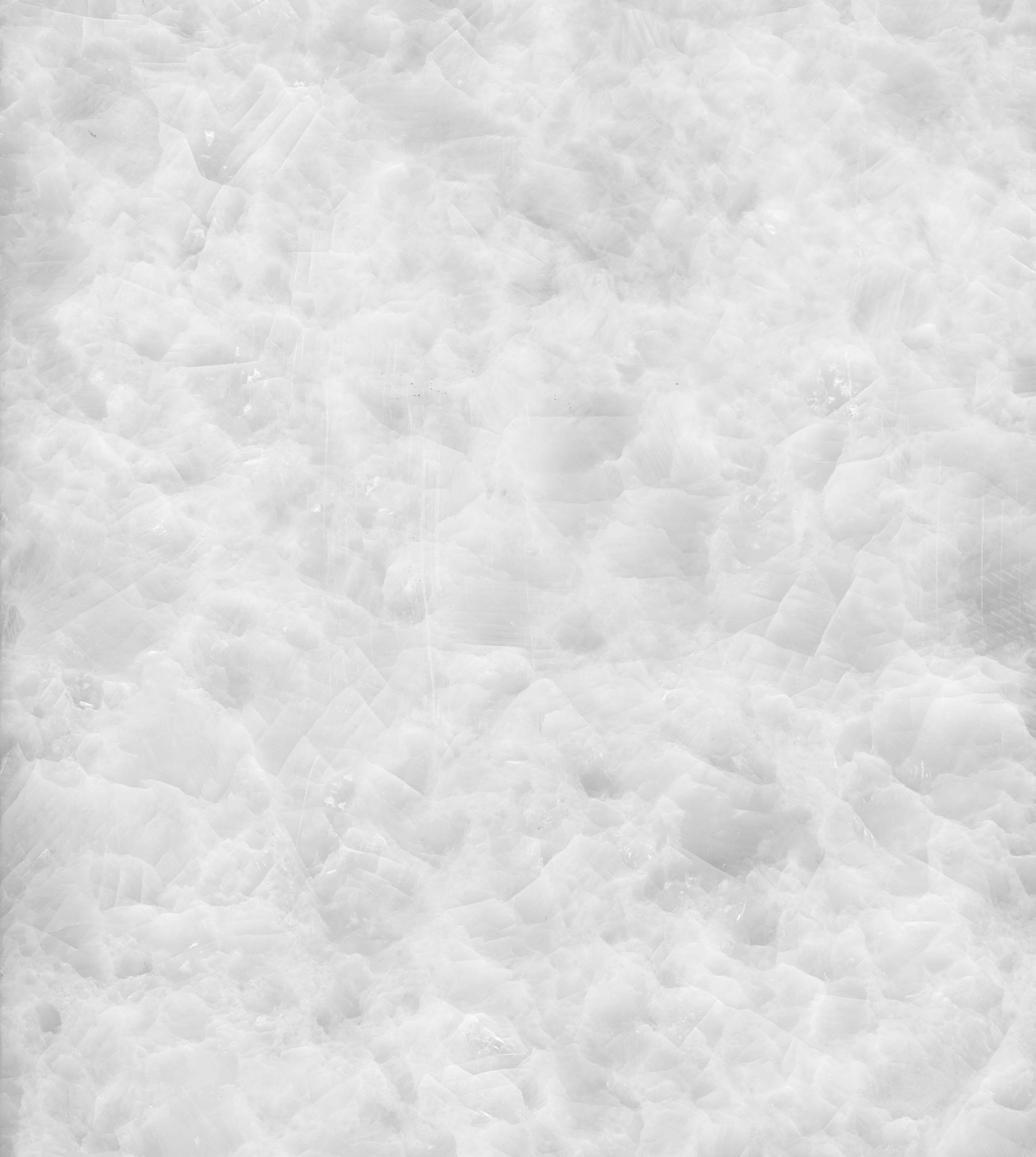
Motif du marbre de Naxos à gros grains, gris clair à bleu.

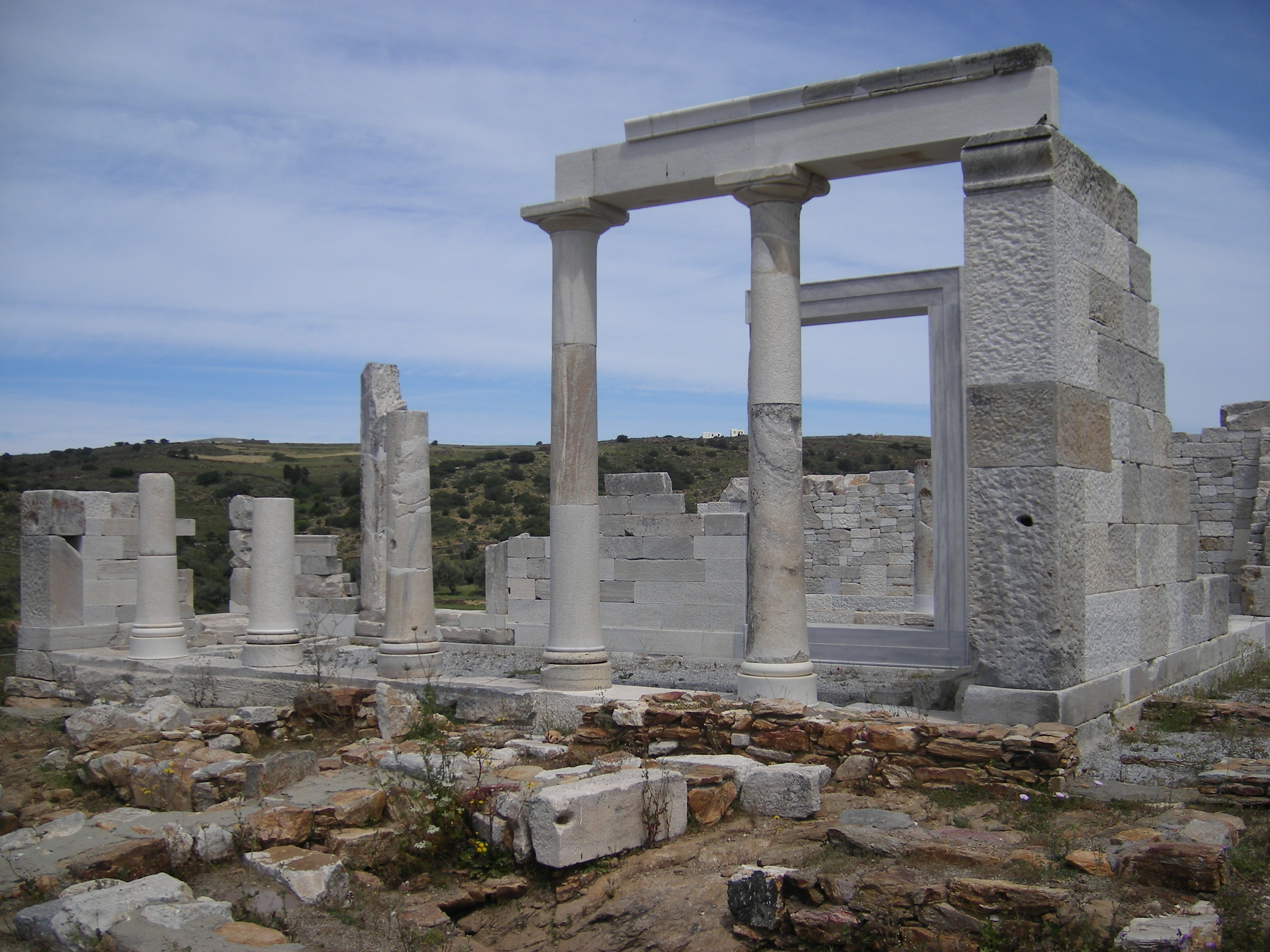
Temple de Sangri à Naxos.

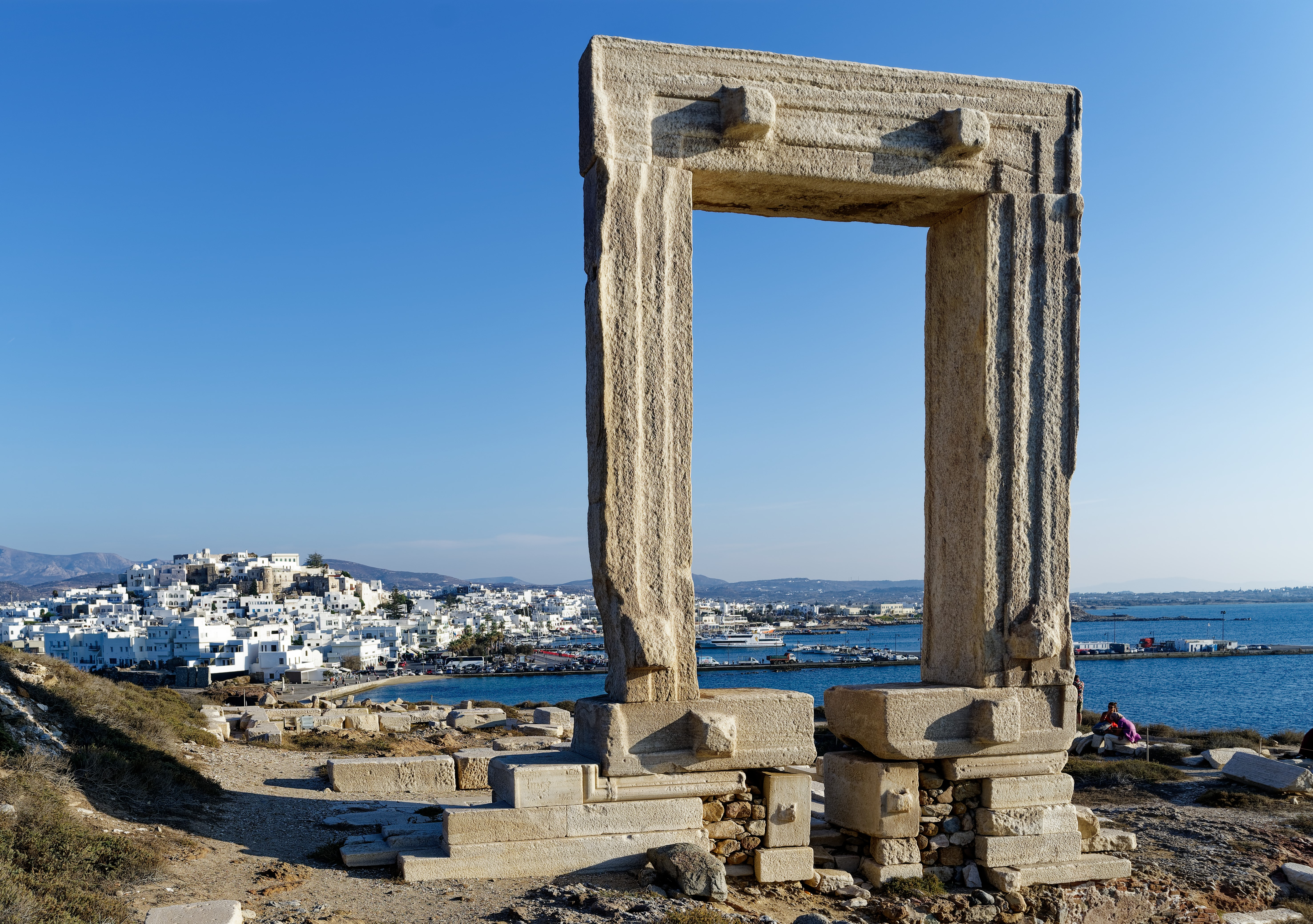
Temple d'Apollon à Naxos.

D'anciennes carrières de marbre sont situées dans la partie nord de Naxos et près d'Apóllonas, ainsi que dans la région centrale de Melanés. Dans ces carrières, on trouve quelques pièces antiques inachevées, comme le kouros d'Apóllonas ou les deux kouroi de Flerio. Des carrières modernes sont situées près du village de Kinídaros (de) dans la partie centrale de l'île.

## Histoire
L'utilisation de ce marbre a commencé dans l'Antiquité et s'est poursuivie depuis. Il s'agit de l'un des premiers types de « marbre insulaire » des Cyclades à être utilisé. C'est le marbre à plus gros grains qui était utilisé dans l'Antiquité.
Le géologue Richard Lepsius (de) avait déjà suggéré en 1890, que le marbre de Naxos avait été utilisé pour la création de tuiles antiques à Olympie et sur l'acropole d'Athènes, ce que des recherches ultérieures ont confirmé. À l'époque romaine, le marbre de Naxos a cessé de jouer un rôle important et Pline l'Ancien n'en fait pas une seule fois mention.

## Utilisation et mise en forme
Le marbre de Naxos est utilisé pour la sculpture et la décoration. Dans la région méditerranéenne, il est souvent utilisé à des fins extérieures. Lors du processus d'extraction, les parties les plus blanches de la pierre sont privilégiées. Cette préférence a un impact direct sur le prix du marbre de Naxos dans le commerce. Sur l'île, il est utilisé comme matériau de construction pour les cadres de fenêtres et de portes ainsi que pour le plâtre de marbre ; les résidus sont utilisés comme gravier et dans la construction de routes. Environ 5 000 m3 de marbre naxien de grande valeur sont exportés chaque année. 
De nombreuses utilisations pratiques et artistiques du marbre naxien peuvent être trouvées sur l'île. Il s'agit notamment d'une statue moderne du sphinx devant le bâtiment du conseil municipal de la ville de Naxos, des vestiges du temple de Déméter à Sangri, du temple d'Apollon (l'emblème de Naxos) et de nombreuses constructions en maçonnerie dans les villages.